# Вікторинівка
Вікторині́вка — село в Україні, в Буринській міській громаді Конотопського району Сумської області. Населення становить 208 осіб. До 2017 року орган місцевого самоврядування — Воскресенська сільська рада.

## Географія
Село Вікторинівка розташоване на струмку без назви, який за 4 км впадає в річку Чаша, нижче за течією струмка примикає село Бондарі.
На струмку декілька загат.

## Історія
- Виникло в середині XVII століття.
- Село Вікторинівка названо на честь його власниці Вікторини Іллівни Шемшиної (уродженої Головіної), доньки путивльських поміщиків штабс-капітана Іллі Головіна та його дружини Катерини (уродженої Глібової). Її чоловік Олександр Олександрович Шеншин (1812—1860) підтримував дружні стосунки та листувався з Тургенєвим та Герценом.
- За даними на 1862 рік у власницькому селі Вікторинівка Путивльського повіту Курської губернії мешкало 233 особи (115 чоловіків та 118 жінок), налічувалось 22 дворових господарств, існувала православна церква[1].
- Станом на 1880 рік у колишньому власницькому селі Великонеплюївської волості мешкало 305 осіб, налічувалось 44 дворових господарства[2].
- Село постраждало внаслідок геноциду українського народу, проведеного урядом СРСР 1932—1933 та 1946–1947 роках, встановлено смерті не менше 28 людей[3].
- 12 червня 2020 року, відповідно до розпорядження Кабінету Міністрів України № 723-р «Про визначення адміністративних центрів та затвердження територій територіальних громад Сумської області», село увійшло до складу Буринської міської громади[4].
- 19 липня 2020 року, в результаті адміністративно-територіальної реформи та ліквідації Буринського району, увійшло до складу новоутвореного Конотопського району[5].

## Економіка
- Молочно-товарна ферма

## Відомі люди
- Баранова Килина Григорівна — Герой Соціалістичної Праці.